# Ranunculus schmakovii
Ranunculus schmakovii är en ranunkelväxtart som beskrevs av Erst. Ranunculus schmakovii ingår i släktet ranunkler, och familjen ranunkelväxter. Inga underarter finns listade i Catalogue of Life.